# Pont des Tailleurs
Le pont des Tailleurs (en albanais : Ura e Terzive ; en serbe cyrillique : Терзијски мост ; en serbe latin : Terzijski most ; en turc : Terzi Köprüsü) est situé au Kosovo sur le territoire du village de Bishtrazhin/Bistražin, près de la ville de Gjakovë/Đakovica. Il a été construit à la fin du XVe siècle. Considéré comme un exemple caractéristique des ponts ottomans, il est inscrit sur la liste des monuments culturels d'importance exceptionnelle de la république de Serbie.
Le pont traverse la rivière Erenik/Erenik ; son apparence actuelle date du XVIIIe siècle. Il doit son nom à la guilde des tailleurs de pierre de Gjakovë/Đakovica. Il a été restauré entre 1982 et 1984.

## Histoire
La date exacte de construction du pont des Tailleurs n'est pas connue ; l'édifice a sans doute été réalisé à la fin du XVe siècle. Il a été bâti sur la route commerciale reliant Gjakovë/Đakovica à Prizren. L'extension du pont initial est due aux changements du cours de la rivière Erenik/Ribnik. D'importants travaux ont été effectués sur l'ouvrage au XVIIIe siècle, financés par la guilde de tailleurs de pierre, ce que confirme une inscription en turc gravée sur le pont.

## Architecture
Le pont a été construit en pierres, alternant des nuances de gris. Sa longueur est de 190 m, pour une largeur d'environ 3,5 m. Il comporte onze arches arrondies, entre lesquelles de trouvent des niches.